# マルタ騎士団の国章
マルタ騎士団の国章（マルタきしだんのこくしょう）は、18世紀に制定された。